# 神明駅 (福井県)
神明駅（しんめいえき）は、福井県鯖江市神明町二丁目にある、福井鉄道福武線の駅である。駅番号はF8。

## 歴史

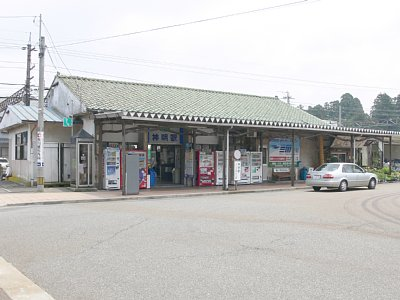
改修前の駅舎（2009年6月）

戦前は日本陸軍歩兵第36連隊の兵員輸送に使用されていた。当時は現在の駅西側ではなく、東側が駅前であった。

### 年表
- 1924年（大正13年）2月23日：福武電気鉄道の開通に伴い[4][5]、兵営駅（へいえいえき）として開業[2][3]。当時は終着駅であった。
- 1925年（大正14年）7月26日：福武電気鉄道が福井市駅（現・赤十字前駅）まで延伸され、途中駅となる[5][6]。
- 1939年（昭和14年）4月：中央駅（ちゅうおうえき）に改称[3][7]。
  - 改称日を1940年（昭和15年）9月27日とする文献もある[8]。
- 1945年（昭和20年）8月1日：福井鉄道の設立に伴い、同社の福武線の駅となる[4][5]。
- 1946年（昭和21年）6月：神明駅に改称[1][3][4]。
- 1958年（昭和33年）4月16日：駅舎を東側から西側に移設[9]。

## 駅構造
島式ホーム1面2線、単式ホーム1面1線の合計2面3線を持つ地上駅である。利用者数は鯖江市内の福井鉄道のなかで最多である。駅舎は木造平屋建て。改札・窓口は駅舎に設置、待合室が併設されている。
早朝・夜間、ならびに昼の一部時間帯を除き駅員が配置されている。

### のりば
当駅には3つの乗り場があり、駅舎寄りの島式ホームが使用されている。このほか駅東側（旧駅舎跡）にも乗り場があるが、予備ホームとなっている（両方向進行可能）。
| のりば | 路線                                 | 方向       | 行先                         |
| ------ | ------------------------------------ | ---------- | ---------------------------- |
| 1      | ■福武線 （フェニックス田原町ライン） | 下り       | 福井駅・田原町・鷲塚針原方面 |
| 2      | ■福武線 （フェニックス田原町ライン） | 上り       | 西鯖江・たけふ新方面         |
| 3      | 臨時ホーム                           | 臨時ホーム | 臨時ホーム                   |

なお、当駅では2006年に路面電車タイプ車両導入に伴うホーム切り下げ工事が実施された。これにより、島部分と駅東側ホームにスロープが設けられるなどバリアフリー面の改善が行われた。なお、ホーム南側にあるかつての高床車両用のホームは使用されていない。
このほか、駅東側の乗り場から南側に延びた部分の線路が留置箇所となっている。

## 利用状況
「鯖江市統計書」によると、1日平均の乗車人員は以下の通りである。
| 乗車人員推移 | 乗車人員推移 |
| 年度         | 1日平均人数  |
| ------------ | ------------ |
| 2001年       | 596          |
| 2002年       | 563          |
| 2003年       | 548          |
| 2004年       | 540          |
| 2005年       | 523          |
| 2006年       |              |
| 2007年       | 530          |
| 2008年       |              |
| 2009年       |              |
| 2010年       | 550          |
| 2011年       | 542          |
| 2012年       | 570          |
| 2013年       | 619          |
| 2014年       | 635          |
| 2015年       | 667          |
| 2016年       | 658          |
| 2017年       | 597          |
| 2018年       | 606          |
| 2019年       | 614          |

## 駅周辺
当駅には福井鉄道・コミュニティバス「つつじバス」のバス停が設置されている。
- 公立丹南病院
- 鯖江市多機能型健康福祉施設神明苑（元厚生年金神明苑） - かつてこの施設の入浴券がセットになった一日乗車券が販売されていたが[2]、現在は廃止されている。
- 兜山古墳
- 福井県道186号神明停車場線
- 福井県道229号福井鯖江線（支線）
- つつじ通り
- 国道417号

## 隣の駅
福井鉄道
■福武線
■臨時急行
たけふ新駅 (F0) - 神明駅 (F8) - 福井城址大名町駅 (F21)
■急行・■区間急行
水落駅 (F7) - 神明駅 (F8) - 浅水駅 (F12)
■普通
水落駅 (F7) - 神明駅 (F8) - 鳥羽中駅 (F9)